# Matsumuraja calorai
Matsumuraja calorai är en insektsart. Matsumuraja calorai ingår i släktet Matsumuraja och familjen långrörsbladlöss. Inga underarter finns listade i Catalogue of Life.